# Diana Velasco
Diana Marcela Velasco Gómez (25 de enero de 1985) es una deportista colombiana que compitió en judo. Ganó dos medallas de bronce en el Campeonato Panamericano de Judo, en los años 2010 y 2013.

## Palmarés internacional
| Campeonato Panamericano | Campeonato Panamericano    | Campeonato Panamericano | Campeonato Panamericano |
| Año                     | Lugar                      | Medalla                 | Categoría               |
| ----------------------- | -------------------------- | ----------------------- | ----------------------- |
| 2010                    | San Salvador (El Salvador) | Medalla de bronce       | –63 kg                  |
| 2013                    | San José (Costa Rica)      | Medalla de bronce       | –63 kg                  |